# Shōya Nakajima
Shōya Nakajima (中島翔哉, Nakajima Shōya; Tóquio, 23 de agosto de 1994) é um futebolista japonês que atua como meia-atacante. Atualmente, joga pelo Urawa Reds,

## Carreira
Em 5 de julho de 2019, assinou com o Porto por 5 temporadas, por 12 milhões de euros por 50% do passe.

## Seleção Japonesa
Shoya Nakajima, apesar de ter sido convocado para os jogos de preparação para o mundial, não fez parte dos convocados da Seleção Japonesa para a Copa do Mundo FIFA de 2018. Disputou a Copa América de 2019 pela convidada Seleção Japonesa. 

## Títulos
Al-Duhail
- Liga do Catar: 2017-18, 2019-20

Porto
- Campeonato Português: 2019-20, 2021-22
- Taça de Portugal: 2019-20, 2021-22
- Taça da Liga: 2022-23
- Supertaça Cândido de Oliveira: 2020, 2022

Al Ain
- Campeonato Emiradense: 2021-22